# 纵条蝇狮
纵条蝇狮（学名：Marpissa magister）为跳蛛科蝇狮属的动物。分布于日本、越南以及中国大陆的吉林、陕西、山东、河南、浙江、安徽、湖北、江西、湖南、福建、广东、广西、四川、贵州等地，多生活于稻田、茶园、果园等。